# Toto Leonidas
Alfredo C. Leonidas, detto Toto (Bacolod (Negros Occidental), 10 ottobre 1960), è un giocatore di poker statunitense.

## Poker
Alle World Series of Poker del 2003 vince il suo unico braccialetto nel torneo $1,500 Seven Card Stud. Nello stesso anno vince anche le United States Poker Championship, dopo un tavolo finale con giocatori come Erik Seidel, Phil Hellmuth e John Hennigan.
Nel 2009 arriva al suo primo tavolo finale al WPT, classificandosi in quarta posizione, e vincendo $144,600.
Al 2015, i suoi guadagni nei tornei live superano i $3,433,771, di cui $863,269 grazie ai piazzamenti a premio alle WSOP

## Braccialetti delle WSOP
| Anno | Torneo                 | Premio (US$) |
| ---- | ---------------------- | ------------ |
| 2003 | $1,500 Seven Card Stud | $98,760      |